# Luis López
Luis López (nasceu? – faleceu?) foi um ciclista uruguaio. Representou Uruguai durante os Jogos Olímpicos de 1948, na prova de corrida em estrada.